# John W. Harreld

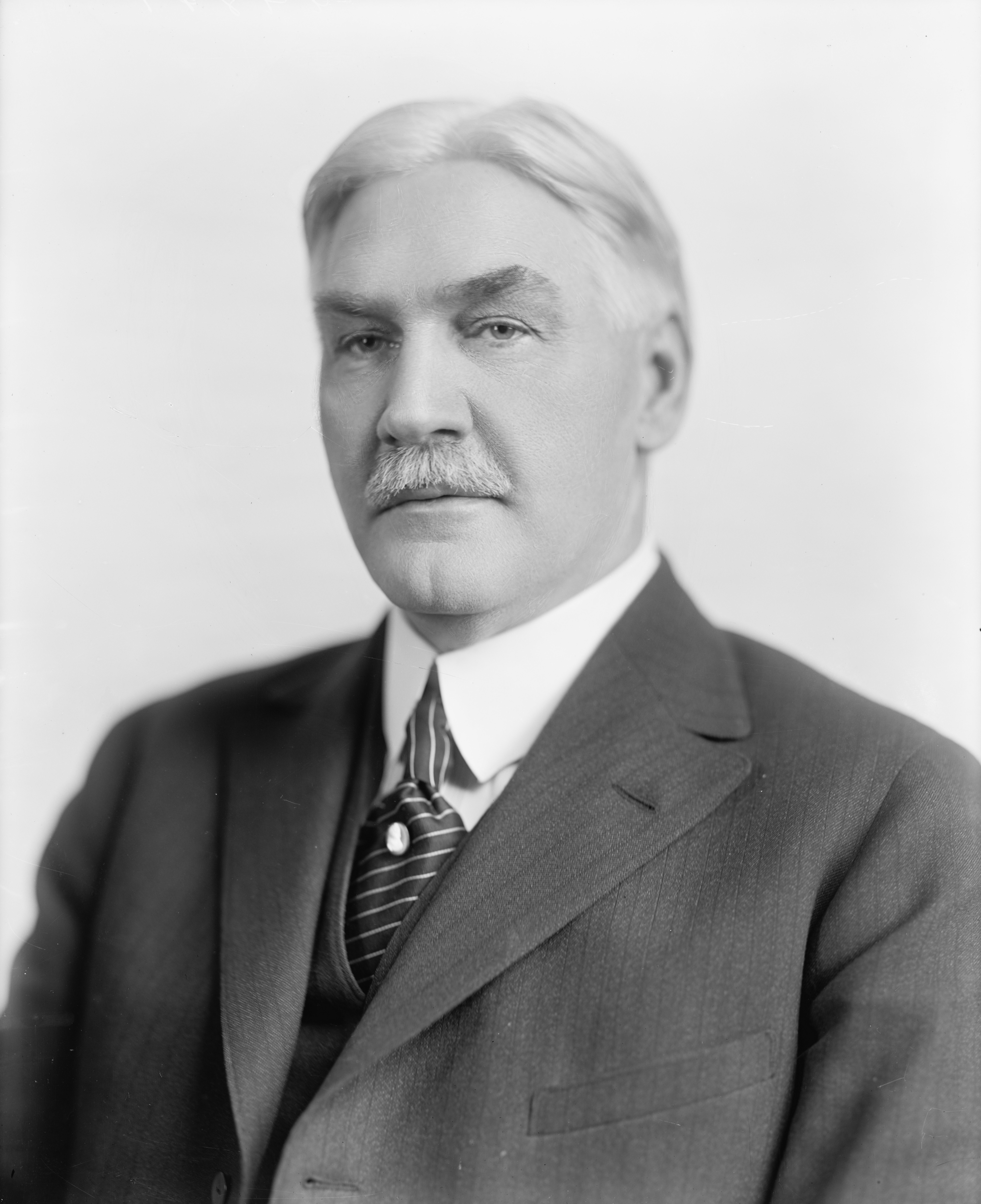
John W. Harreld

John William Harreld (* 24. Januar 1872 bei Morgantown, Butler County, Kentucky; † 26. Dezember 1950 in Oklahoma City) war ein US-amerikanischer Politiker (Republikanische Partei), der den Bundesstaat Oklahoma in beiden Kammern des US-Kongresses vertrat.

## Leben
Harreld besuchte die National Normal University in Lebanon (Ohio) und das Bryant and Stratton Business College in Louisville, an dem er während seines Studiums selbst auch bereits als Dozent tätig war. Nach seinem Jura-Abschluss wurde er 1889 in die Anwaltskammer aufgenommen und arbeitete zunächst als Jurist in Morgantown. Von 1892 war er Staatsanwalt im Butler County.
1906 zog er nach Ardmore (Oklahoma) um, wo er weiterhin als Anwalt tätig war. Zwischen 1908 und 1915 fungierte er als Schiedsrichter in Bankrottfällen, ehe er dieses Amt niederlegte, um in das Management eines Ölunternehmens zu wechseln. Auch nach seinem Umzug nach Oklahoma City im Jahr 1917 blieb er in der Ölbranche tätig.

## Politik
Am 8. November übernahm John W. Harreld den Sitz des verstorbenen Joseph Bryan Thompson im US-Repräsentantenhaus in Washington. Dort schied er am 3. März 1921 wieder aus, nachdem er im Vorjahr zum US-Senator für Oklahoma gewählt worden war. Er absolvierte zwischen dem 4. März 1921 und dem 3. März 1927 eine komplette Legislaturperiode im Senat, scheiterte aber beim Versuch der Wiederwahl am Demokraten Elmer Thomas. Während seiner Zeit im Senat war er Vorsitzender des Committee on Indian Affairs.
1940 trat er noch einmal zur Wahl zum Repräsentantenhaus an, unterlag jedoch und kehrte nach Oklahoma City zurück, wo er wieder als Anwalt und im Ölgeschäft tätig wurde und 1950 verstarb.